# Lustar
Lustar település Franciaországban, Hautes-Pyrénées megyében. Lakosainak száma 97 fő (2022. január 1.). Lustar Tournous-Darré, Bonnefont, Bugard, Sentous és Villembits községekkel határos.

## Népesség
A település népességének változása:
| Lakosok száma | 115  | 116  | 119  | 118  | 110  | 104  | 97   | 97   | 97   |
|               | 2013 | 2015 | 2016 | 2017 | 2018 | 2019 | 2020 | 2021 | 2022 |